# Atysilla vrydaghi
Atysilla vrydaghi är en skalbaggsart som beskrevs av Louis Burgeon 1946. Atysilla vrydaghi ingår i släktet Atysilla och familjen Melolonthidae. Inga underarter finns listade.